# Янис Бутарис
Янис Бутарис (на гръцки: Γιάννης Μπουτάρης) е гръцки политик, кмет на втория по големина град в страната Солун от 2011 до 2019 година.

## Биография

### Семейство и образование
Роден е на 13 юни 1942 година в македонския град Солун, Гърция, във влашко семейство. Майка му Фани Мисиу, произхожда от влашката гъркоманска фамилия Ничота от град Крушево, днес в Северна Македония. Баща му, Стельос Бутарис, собственик на винарната „Бутарис Инопиитики“, е от Невеска, днес Нимфео, Леринско, Гърция, и е от влашка фамилия, заселена там от Москополе, днес в Албания. Прапрадядо му Йоанис Бутарис, търговец от Невеска, е лидер на Македонското въстание от 1866 – 1867 година и един от основателите на Неа Филики Етерия. Янис Бутарис завършва начално образование в Експерименталното училище на Солунския университет, средно в Анатолия Колеж и химия в Солунския университет в 1965 година. След това в 1967 година завършва енология в Института по виното в Левковриси, Атика.

### Бизнес кариера
Бутарис работи като директор, а по-късно става и главен изпълнителен директор на семейната компания (1969 – 1996) и развива бизнеса ѝ в Негуш, Пикерми, Санторини, Гумендже и Фандаксометохо на Крит. Също така от 1998 до 2007 тодина е и главен изпълнителен директор на туристическа компания. В 1997 година напуска „Бутарис Инопиитики“ и основава своя винарна „Кир Яни“, базирана в две имения – в Янаково, Негушко и Суровичево, Леринско.

### Политическа кариера
Като млад Бутарис симпатизира на Комунистическата партия на Гърция. В 1992 година основава екологичната организация „Арктурос“ – организация имаща за цел да защитава кафявата мечка и изобщо дивата природа и околната среда. Явява се като независим кандидат за кмет от Инициатива за Солун на местните избори в Солун през 2006 година и печели 16%. В 2009 година е сред основателите на либералната партия Драси. През октомври 2010 година отново се явява на изборите за кмет на Солун, покрепен от ПАСОК, Демократичната левица, Драси и Дора Бакояни и печели изборите с 50,2% (52 191 гласа) срещу 49,8% (51 882 гласа) за противника му Константинос Гюлекас от Нова демокрация. Така Бутарис става първият подкрепен от социалистите кмет на Солун от 24 години.
Като кмет на Солун Бутарис заявява желание да изгради ислямска джамия, крематориум за мъртви и паметници на солунските евреи и Младотурската революция. Според Бутарис изграждането на тези паметници ще привлече в Солун еврейски и турски туристи, които ще искат да посетят бащиния си град. В резултат на системните усилия на Бутарис да привлича туристи в Солун чрез демонстриране на мултикултурното минало на града за три години от 2010 до 2013 година посетителите на града от Израел се увеличилават с 358%, а от Турция с 226%.
В 2014 година Бутарис отново е победител на местните избори в Солун с Инициатива за Солун, подкрепена от много малки партии, ПАСОК и Демократичната левица. На първия тур на 18 май 2014 година Бутарис печели 36,04% и оставя зад себе кандидатите на Нова демокрация и СИРИЗА, а на втория на 25 май – 58,11%, побеждавайки кандидата на Нова демокрация Ставрос Калафатис.

### Личен живот
Бутарис се жени за Атина Михаил, с която има три деца – Стельос, Фани и Михалис. Двамата се развеждат, но по-късно отново се събират и живеят заедно без брак. През 80-те години Бутарис страда от алкохолизъм и не пие от 1991 година.